# Campionats del món de ciclocròs de 1974
Els Campionats del món de ciclocròs de 1974 foren la 25a edició dels mundials de la modalitat de ciclocròs i es disputaren el 24 de febrer de 1974 a Bera, Navarra. Es disputaren dues proves masculines.

## Resultats
| Prova                   | Or                         | Or         | Plata                        | Plata    | Bronze                      | Bronze   |
| Cursa elit masculina    | Albert Van Damme · Bèlgica | 1h 19' 14" | Roger De Vlaeminck · Bèlgica | + 1' 46" | Peter Frischknecht · Suïssa | + 1' 49" |
| Cursa amateur masculina | Robert Vermeire · Bèlgica  | 1h 08' 01" | Klaus-Peter Thaler · RFA     | + 1' 13" | Ekkehard Teichreber · RFA   | + 2' 26" |

## Classificacions

### Classificació de la prova masculina elit
| Pos. | Ciclista                  | País    | Temps      |
| ---- | ------------------------- | ------- | ---------- |
|      | Albert Van Damme          | Bèlgica | 1h 19' 14" |
|      | Roger De Vlaeminck        | Bèlgica | + 1' 46"   |
|      | Peter Frischknecht        | Suïssa  | + 1' 49"   |
| 4    | Pierre Bernet             | França  | + 3' 36"   |
| 5    | Hermann Gretener          | Suïssa  | + 4' 20"   |
| 6    | Julien Van Den Haesevelde | Bèlgica | + 4' 22"   |
| 7    | Michel Baele              | Bèlgica | + 4' 53"   |
| 8    | José María González       | Espanya | + 5' 17"   |
| 9    | Juan Gorostidi            | Espanya | + 5' 17"   |
| 10   | Albert Zweifel            | Suïssa  | + 6' 33"   |

### Classificació de la prova masculina amateur
| Pos. | Ciclista            | País           | Temps      |
| ---- | ------------------- | -------------- | ---------- |
|      | Robert Vermeire     | Bèlgica        | 1h 08' 01" |
|      | Klaus-Peter Thaler  | RFA            | + 1' 13"   |
|      | Ekkehard Teichreber | RFA            | + 2' 26"   |
| 4    | Franco Vagneur      | Itàlia         | + 2' 57"   |
| 5    | Czesław Polewiak    | Polònia        | + 3' 05"   |
| 6    | Ueli Müller         | Suïssa         | + 3' 13"   |
| 7    | Alex Gérardin       | França         | + 3' 15"   |
| 8    | Vojtěch Červínek    | Txecoslovàquia | + 3' 17"   |
| 9    | Klaus Jördens       | RFA            | + 3' 36"   |
| 10   | Gerrit Scheffer     | Països Baixos  | + 3' 59"   |

## Medaller
| Pos. | País    | Or | Plata | Bronze | Total |
| 1    | Bèlgica | 2  | 1     | 0      | 3     |
| 2    | RFA     | 0  | 1     | 1      | 2     |
| 3    | Suïssa  | 0  | 0     | 1      | 1     |